# Gurghiu
Gurghiu là một xã thuộc hạt Mureș, România. Dân số thời điểm năm 2002 là 6377 người.